# Mitsui O.S.K. Lines
Mitsui OSK Lines (яп. 株式会社商船三井, латиніз.: Kabushiki-gaisha Shōsen Mitsui; скорочено MOL) — японська транспортна компанія зі штаб-квартирою в Тораномон, Мінато, Токіо, Японія. Це одна з найбільших судноплавних компаній у світі.
Флот MOL включає суховантажні судна (балкери), судна для перевезення зрідженого природного газу, ролкери, нафтоналивні танкери, контейнеровози (серед яких MOL Triumph є 4-м за величиною контейнеровозом у світі) і контейнерні термінали. Її логотип у формі алігатора все ще можна побачити на контейнерах у портах, дорогах, рейках і баржах по всьому світу, попри те, що з квітня 2018 року компанія зменшила увагу до контейнерних перевезень.
Заснована як ключова частина Mitsui zaibatsu (сімейного конгломерату) під час ранньої індустріалізації Японії, компанія зараз не залежить від zaibatsu, але залишається частиною Mitsui keiretsu (групи об’єднаних компаній).
Багато керівників цієї компанії мали значну владу в Японії та за кордоном. Одним з останніх є Масахару Ікута, якого призначили очолити щойно приватизовану Японську пошту.

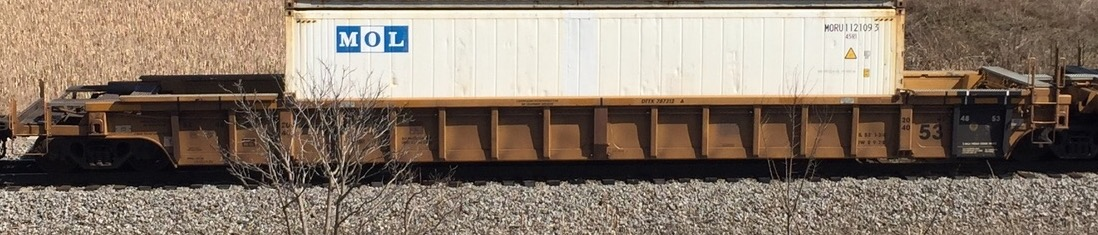
Рефрижераторний контейнер MOL

## Історія
MOL (Mitsui OSK Lines) було засновано в 1964 році після злиття Osaka Shosen Kaisha (OSK) (яп. 大阪商船株式会社, Osaka Shōsen Kabushiki-gaisha)  створеної в 1878 році, і Mitsui Steamship Co., Ltd., заснованої в 1942 році, раніше відомий як Mitsui Line, відповідно до Закону про реконструкцію та реорганізацію судноплавної промисловості. На той час компанія була найбільшою судноплавною компанією в Японії з капіталом у 13,1 мільярда ієн, з 83 суднами загальною кількістю 1,237 thousand t DWT.

## Флот після реструктуризації

#### Балкери
- Aurora Light
- Brasil Maru
- Crystal Pioneer (woodchip carrier)[1]
- Eigen
- Enchanter
- Energia Centaurus
- Grandis
- Envoyager
- Hokuetsu Delight (woodchip carrier)[1]
- KN Arcadia
- Kurenai
- Lambert Maru
- Midnight Dream
- Mona Linden
- Pleiades Dream
- RMC Rigel
- Sea Navigator
- Shiyo
- Vega Dream
- Zebra Wind

#### Контейнеровози
- MOL Anchorage
- MOL Advantage
- MOL Bravery
- MOL Celebration

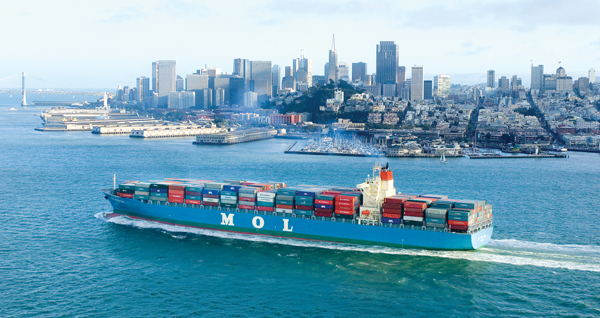
MSC Prestige

- MOL Comfort (списаний - червень 2013)
- MOL Competence
- MOL Contribution
- MOL Courage
- MOL Cosmos
- MOL Creation
- MOL Dedication
- MOL Delight
- MOL Dignity
- MOL Diamond
- MOL Earnest
- MOL Efficiency
- MOL Eminence
- MOL Emissary
- MOL Empire
- MOL Endeavor
- MOL Endurance
- MOL Enterprise
- MOL Gateway
- MOL Grace
- MOL Grandeur
- MOL Maestro
- MOL Magnificence
- MOL Maneuver
- MOL Marvel
- MOL Matrix
- MOL Mission
- MOL Modern
- MOL Prestige (інколи називали MSC Prestige, коли він був чартерним в MSC)
- MOL Proficiency
- MOL Triumph
- MOL Trust

#### Ролкери
- Adria Ace
- Amethyst Ace
- Aquamarine Ace
- Aquarius Ace
- Azalea Ace
- Bergamot Ace
- Bravery Ace
- Camelia Ace
- Carnation Ace
- Comet Ace
- Cougar Ace
- Courageous Ace
- Crystal Ace
- Divine Ace
- Elegant Ace
- Emerald Ace
- Eminent Ace
- Eternal Ace
- Euphony Ace
- Felicity Ace
- Freedom Ace
- Frontier Ace
- Genuine Ace
- Galaxy Ace
- Gardenia Ace
- Gracious Ace
- Heroic Ace
- Iris Ace
- Istra Ace
- Liberty Ace
- Mercury Ace
- Meridian Ace
- Miraculous Ace
- Neptune Ace
- Onyx Ace
- Opal Ace
- Orca Ace
- Paradise Ace
- Pearl Ace
- Pegasus Ace
- Planet Ace
- Precious Ace
- Prime Ace
- Primrose Ace
- Prominent Ace
- Sanderling Ace
- Salvia Ace
- Sapphire Ace
- Serenity Ace
- Singa Ace
- Sunlight Ace
- Sunrise Ace
- Sunshine Ace
- Swallow Ace
- Swan Ace
- Swift Ace
- Tranquil Ace
- Triumph Ace
- Violet Ace
- Wisteria Ace

#### Газовози
- Abdelkader
- Al Aamriya
- Al Deebel
- Ben Badis
- Dukhan
- Fraiha
- Fukurokuju
- Fuwairit
- GDF Suez Point Fortin
- Grand Mereya
- LNG Aquarius
- LNG Aries
- LNG Capricorn
- LNG Ebisu
- LNG Jurojin
- LNG Pioneer
- LNG Taurus
- LNG Maleo
- Murwab
- Sun Arrows
- Surya Satsuma

#### Танкери
- Advance Victoria
- Ambassador Norris
- Asian Progress 3
- Asian Progress 4
- Atlantic Explorer
- Atlantic Pioneer
- Azumasan
- Breezy Victoria
- Chokaisan
- Eagle Trader
- Gassan
- Great Tribute - LPG Carrier
- Guanabara
- Hakaisan
- Hakkusan
- Isla de Bioko
- Ivy Express
- Kaimon 2
- Kasagisan
- Kashimasan
- Katsuragisan
- Kirishima
- Las Cuevas
- Libra Trader
- LPG/C Ayame - LPG Carrier
- Maracas Bay
- Mayaro
- Millennium Explorer - Methanol Carrier
- Mitake
- Nariva
- Noble Express
- Noble Spirit - Methanol Carrier
- Opal Express
- Pacific Alliance
- Pacific Partner
- Pacific Voyager
- Pigeon Point
- Omega Trader
- Oriental Jade
- Perseus Trader
- Phoenix Admiral
- Phoenix Advance
- Phoenix Vanguard
- Phoenix Vigor
- Pico Basile
- Saamis Adventurer
- San Fernando
- Vemillion Express - Product Tanker
- Yufusan
- Yakumasan

## Дочірні компанії

Новий MOL Tribute на Ельбі з пунктом призначення в порт Гамбург у вересні 2017 року

- International Energy Transport Co., Ltd. (45%)
- International Marine Transport Co., Ltd. (58%)
- Mitsui OSK Passenger Line Co., Ltd. (51%)
- MO Seaways, Ltd. (99%)
- Міжнародний контейнерний термінал (92%)
- Шосен Коун (62%)
- Транстихоокеанське контейнерне обслуговування (90%)
- Japan Express Co., Ltd. (Кобе) (86%)
- Japan Express Co., Ltd. (Йокогама) (81%)
- Blue Highway Line (25,4%)
- Kusakabe Steamship Co., Ltd. (80%)
- Mitsui OSK Kogyo Kaisha, Ltd. (79%)
- Euromol BV (100%)
- MOL International SA (100%)
- MOL Maritime (India) Pvt. ТОВ
- Orange Finance Ltd. (100%)
- Arabian Marine Bunker Sales Co., Ltd. (90%)
- Tokyo Marine Asia Pte Ltd
- TraPac, LLC
- MOL Chemical Tankers Pte. ТОВ (100%)

## Флот
| Клас корабля      | Побудований          | Місткість (TEU) | Кораблі в класі | Примітки                           |
| ----------------- | -------------------- | --------------- | --------------- | ---------------------------------- |
| MOL Creation-клас | 2007–2008, 2013–2014 | 8,110–8,560     | 10              | Управляється Ocean Network Express |
| MOL Маестро-клас  | 2010–2011 роки       | 6,724           | 10              | Управляється Ocean Network Express |
| MOL Globe-клас    | 2011–2012 роки       | 5,605           | 10              | Управляється Ocean Network Express |
| MOL Bravo-клас    | 2014–2016 роки       | 10 100          | 10              | Управляється Ocean Network Express |
| MOL Triumph-клас  | 2017–2018 роки       | 20,170–20,182   | 6               | Управляється Ocean Network Express |